# Amblicipítids
La família dels amblicipítids (Amblycipitidae) és constituïda per peixos actinopterigis d'aigua dolça i de l'ordre dels siluriformes.

## Morfologia
- Aleta dorsal coberta per una pell gruixuda.
- Presència d'una aleta adiposa (la qual conflueix amb l'aleta caudal en algunes espècies).
- 4 parells de barbetes sensorials.
- La línia lateral és poc desenvolupada o absent.[2][3]

## Distribució geogràfica
Es troba a l'Àsia meridional: des del Pakistan fins al sud del Japó i Malàisia.

## Gèneres
- Amblyceps (Blyth, 1858)[4]
  - Amblyceps apangi  (Nath & Dey, 1989)
  - Amblyceps caecutiens  (Blyth, 1858)
  - Amblyceps carinatum  (Ng, 2005)
  - Amblyceps foratum  (Ng & Kottelat, 2000)
  - Amblyceps laticeps  (McClelland, 1842)
  - Amblyceps macropterus  (Ng, 2001)
  - Amblyceps mangois  (Hamilton, 1822)
  - Amblyceps mucronatum  (Ng & Kottelat, 2000)
  - Amblyceps murraystuarti  (Chaudhuri, 1919)
  - Amblyceps platycephalus  (Ng & Kottelat, 2000)
  - Amblyceps serratum  (Ng & Kottelat, 2000)
  - Amblyceps tenuispinis  (Blyth, 1860)
  - Amblyceps torrentis  (Linthoingambi & Vishwanath, 2008)
  - Amblyceps tuberculatum  (Linthoingambi & Vishwanath, 2008)
  - Amblyceps variegatum  (Ng & Kottelat, 2000)
- Liobagrus (Hilgendorf, 1878)[5]
  - Liobagrus aequilabris  (Wright & Ng, 2008)
  - Liobagrus andersoni  (Regan, 1908)
  - Liobagrus anguillicauda  (Nichols, 1926)
  - Liobagrus formosanus  (Regan, 1908)
  - Liobagrus kingi  (Tchang, 1935)
  - Liobagrus marginatoides  (Wu, 1930)
  - Liobagrus marginatus  (Günther, 1892)
  - Liobagrus mediadiposalis  (Mori, 1936)
  - Liobagrus nantoensis  (Oshima, 1919)
  - Liobagrus nigricauda  (Regan, 1904)
  - Liobagrus obesus  (Son, Kim & Choo, 1987)
  - Liobagrus reinii  (Hilgendorf, 1878)
  - Liobagrus styani  (Regan, 1908)
- Nahangbagrus (Nguyen & Vo, 2005)[6]
  - Nahangbagrus songamensis (Nguyen & Vo, 2005)
- Neobagrus
  - Neobagrus fuscus (Bellotti, 1892)
- Xiurenbagrus (Chen & Lundberg, 1995)[7]
  - Xiurenbagrus gigas (Zhao, Lan & Zhang, 2004)
  - Xiurenbagrus xiurenensis (Yue, 1981)[8][9][10][11][12][13][14]